# Désert de Lemnos
Le désert de Lemnos (en grec moderne : Παχιές Αμμουδιές Λήμνου), parfois appelé les dunes de Lemnos, est un désert situé à Katalakkos, sur l'île de Lemnos en Grèce. Principalement constitué de dunes, le désert est situé à environ 2km de la plage de Gomati, témoignant la présence de la mer sur l'île à l'époque paléolithique.

## Faune
Le désert abrite divers animaux, notamment des lapins dans les dunes, ainsi que diverses espèces d'oiseaux, telles que la perdrix choukar, la huppe fasciée, la caille des blés et autres.